# Swanton Morley
Swanton Morley is een civil parish in het bestuurlijke gebied Breckland, in het Engelse graafschap Norfolk met 2100 inwoners.